# ولیکو لیپیه
ولیکو لیپیه (اسلوونیایی: Veliko Lipje) یک زیستگاه انسانی در اسلوونی است که در Lower Carniola واقع شده‌است.

## خصوصیات
ولیکو لیپیه ۲٫۱۵ کیلومترمربع مساحت و ۴۱ نفر جمعیت دارد و ۲۹۱٫۷ متر بالاتر از سطح دریا واقع شده‌است.